# Jurriaan Andriessen (componist)
Jurriaan Hendrik Andriessen, ook bekend onder het pseudoniem Leslie Cool (Haarlem, 15 november 1925 – Den Haag, 23 augustus 1996) was een Nederlandse componist. Als zoon van de componist Hendrik Andriessen was hij lid van de bekende kunstenaarsfamilie Andriessen en een oom van de beeldend kunstenaar en componist Jurriaan Andriessen en een oudere broer van de componist Louis Andriessen.

## Levensloop
Andriessen begon zijn studie muziek/compositie bij zijn vader, en studeerde piano bij Gerard Hengeveld en André Jurres, en directie bij Willem van Otterloo aan het Utrechts Conservatorium te Utrecht. Na zijn examens in 1947 verbleef hij enkele maanden in Parijs met het doel filmmuziek te studeren. Hij werkte in Parijs ook aan muziek voor een aantal poppenfilms. In deze tijd heeft hij ook bij Olivier Messiaen compositie gestudeerd.
Terug in Nederland kreeg Andriessen de opdracht toneelmuziek voor het openluchtspel Het wonderlijke uur te schrijven ter gelegenheid van het vijftigjarig jubileum als vorstin van koningin Wilhelmina der Nederlanden. Voor dit werk (1948) ontving hij de eerste Johan Wagenaar-Prijs. Van 1949 tot 1951 studeerde hij in de Verenigde Staten - in Boston en Tanglewood - bij de Russische dirigent-componist Serge Koussevitzky. Ook heeft hij compositieles gehad van Aaron Copland. Weer terug in Europa maakte hij studiereizen naar Italië en Duitsland.
In 1959 werd Andriessen muzikaal adviseur en componist bij de Haagse Comedie. In 1960 schreef hij ter gelegenheid van het staatsbezoek van de koning van Thailand, in opdracht van het gemeentebestuur van Den Haag, de symfonische rapsodie Thai en werd hij door koning Phra Chaoyuhua Bhumibol Adulyadej benoemd tot Ridder in de Orde van de Witte Olifant.
Andriessen componeerde onder andere Berkshire symphonies, een opdracht van de Nederlandse regering, enkele concerten en een mis voor orkest, Soli Deo Gloria. Andriessen schreef veel toneel- en filmmuziek en muziek bij hoor- en luisterspelen. Een van de films waar hij de muziek voor componeerde was Als twee druppels water (1963). In 1972 werd hij benoemd tot Ridder in de Orde van Oranje-Nassau, voor zijn verdiensten op het gebied van de theatermuziek.
Andriessens compositie Il discorso della corona (de Troonrede) voor koperkwintet, uit 1994, wordt jaarlijks op Prinsjesdag ten gehore gebracht door leden van het Residentie Orkest in de Verenigde Vergadering van de Staten-Generaal bij het binnentreden van koningin Beatrix. Bij de inhuldiging van koning Willem-Alexander klonk de compositie eveneens bij het binnentreden van het nieuwe koningspaar.

## Composities

### Werken voor orkest

#### Symfonieën
- 1949 Symphonie Nr. 1 "Berkshire symphonies"
  1. Poco adagio - Allegro giusto
  2. In memoriam of Alban Berg
  3. Vivace
  4. Allegro
- 1963] Symphonie Nr. 3 : (Symphonyen fan Fryslân)
  1. Lento (pastorale)
  2. Allegro scherzando
  3. Lento
  4. Allegro molte
- 1963 Aves - Symfonie nr. 4 voor 3-stemmig gemengd koor en orkest
- 1970 Symphony Nr. 5 "Time-spirit": een muziektheaterwerk voor klarinet, orkest, popmusici, ballet met dia-projectie van werken van de graficus M.C. Escher
  1. Reptiles
  2. Intermezzo 1
  3. Fishes and birds
  4. Intermezzo 2
  5. Encounter
- 1977 La celebrazione - Sinfonia no. 8 (in stile classico), voor orkest
  1. Andante sostenuto
  2. Lento
  3. Tempo di menuetto
  4. Finale: Rondo festivo (Allegro giocoso)

#### Concerten voor instrumenten en orkest
- 1943 Concertino voor piano en orkest
  1. Allegro
  2. Andante molto sostenuto
  3. Allegro scherzando
- 1947 Symphonietta concertante voor vier trompetten en orkest
  1. Molto lento
  2. Allegro
- 1947 Rhapsodie voor twee piano's en orkest
- 1948 Concertino voor Piano en orkest
  1. Allegro moderato
  2. Lento
  3. Allegro scherzando
- 1952 Concerto voor fluit en orkest
- 1966 Concerto Rotterdam voor Jazz-combo en Symfonie-orkest
  1. Lento tranquillo
  2. Molto lento
  3. Rondo (Allegro vivo)
- 1968 Concertino voor sousafoon (of tuba) en orkest
- 1968 Contra-bande Rhapsodia interrotta per orchestra e sousaphono
- 1972 Movimenti II, voor hobo, klarinet en fagot solo met strijkers en slagwerk
- 1978 Les branles gaulois, dansensuite voor accordeon en orkest
- 1991-1992 Concert, voor viool en orkest
  1. Largo - Allegro moderato
  2. Adagio
  3. Rondo allegro

#### Werken voor koor en orkest
- 1973 Een prince van Oraengien - Wilhelmus-fantasie voor koor (SATB), vier trompetten, twee hoorns, pauken (groep 1), twee hoorns, vier trombones, grote trom (tevens bekken) (groep 2) en orkest (gecomponeerd ter gelegenheid van het regeringsjubileum van Koningin Juliana der Nederlanden in 1973)
- 1974 Midwinter song voor midwinterhoorns, gemengd koor, symfonie orkest, orgel
- 1977 Psalmen trilogie naar Gabriel Smit - Psalmen aufs Neue voor bariton solo, gemengd koor en orkest
- 1993 Madonna Laura, voor gemengd koor en orkest - tekst: Francesco Petrarca
  1. Larghetto
  2. Moderato
  3. Largo

#### Andere werken voor orkest
- 1948 Het wonderlijk uur Suite No. 1 voor orkest
  1. Fanfare
  2. Tempo di marcia
  3. Molto allegro
  4. Poco lento
  5. Allegretto scherzando
  6. Lento-Vivace-Lento
  7. Tempo di marcia
- 1952 Ouverture "Cymbeline"
- 1960 Thai, symfonische rapsodie
- 1965 Quattro danze per orchestra
  1. Danza dei macchine (Allegro giocoso)
  2. Danza del convento (Largo)
  3. Danza popolare (Allegro scherzando)
  4. Danza della lotta (Allegro agitato-Molto lento-Allegro agitato)
- 1969 Antifona dell'Aja, voor orkest (gecomponeerd ter gelegenheid van de opening van het Nederlands Congresgebouw in Den Haag)
- 1971 Ars antiqua musicae casual music for connoisseurs and amateurs for five wind instruments, viola, guitar and percussion
- 1971 De gepikte vogel, voor het Ricciotti Ensemble
- 1974 Pasticcio - finale voor symfonieorkest, dixieland band en tape recorder
- 1977-1978 Five minute pieces, voor orkest
- 1978 Say cheese variaties voor orkest
- 1982 Tritogno variaties voor jeugdsymfonieorkest
- 1984 Monomania e policromia, voor kamerorkest
- 1984 Time suspended, voor orkest
- 1994 The merry drakes, ouverture voor orkest, opgedragen aan het Woerdens Symfonieorkest
- Ouverture Den Haag
- 1977 For Synthesiser The Awakening Dream
- 1978 Hardware Software (for synthesizer)

### Werken voor harmonieorkest
- 1945 Homage à Milhaud
- 1948 Het wonderlijke uur: suite no. 1
- 1950 Mars voor het Nederlandse Rode Kruis
- 1957 Inno della technica, voor harmonieorkest - (gecomponeerd voor de opening van de Technische Hogeschool in Eindhoven in 1957)
- 1960 Thai Rhapsody voor harmonieorkest
- 1961 Jaarbeursmars
- 1961 De Scheveningse Pier
- 1962 Respiration suite voor blazersensemble
- 1962 Symphonie Nr. 2 voor harmonieorkest
- 1968 In pompa magna - intrada voor zes hoorns, vier trompetten, drie tenortrombones, contrabastrombone, tuba, pauken en vier-vijf slagwerkers
- 1968 A Mexican Overture
- 1972 Sinfonia dell'arte - sinfonia no. 6 (in stile antico), voor acht blazers
  1. Lento-Allegro
  2. Andante tranquillo
  3. Menuetto
  4. Presto
- 1972 Rococo Concerto voor klarinetsolo en harmonieorkest
- 1980 Entrata della Regina voor twee trompetten, twee hoorns, drie trombones, tuba, pauken en orgel ad. libitum (ter gelegenheid van de inhuldiging van koningin Beatrix in 1980)
- 1981 Suite for Jazz-Ensemble and Band
- 1982 Song for Lilian
- 1984 Sinfonia "Il Fiume", voor harmonieorkest
- 1987 Overture for an imaginary play
- 1988 A Suite for Jazz-Ensemble and (Wind-)Band
  1. A Bluebird
  2. A Ballad
  3. A Samba
- 1988 Dynamic Overture
- 1994 Antifoon, voor orgel en harmonieorkest
- Concertino, voor fagot solo en harmonieorkest
- Concerto grosso, voor saxofoonkwartet en harmonieorkest
  1. Allegro Giusto
  2. Larghetto
  3. Allegro Giocoso
- Lunar orbiter - Mars
- Music for Bandstand
  1. Mars
  2. Canary
  3. Marlied
  4. Passepied
  5. Tambourine
  6. Mars
- Pavane
- Song for Lilian

### Muziektheater

#### Opera's
| Voltooid in | Titel                        | Akten               | Première                           | Libretto                                     |
| ----------- | ---------------------------- | ------------------- | ---------------------------------- | -------------------------------------------- |
| 1959        | Kalchas                      |                     | 28 juni 1959, Hilversum, televisie |                                              |
| 1964        | Het zwarte blondje (Massaco) | 1 akte, 3 taferelen |                                    | Jan Timmerman naar een oud-Italiaans gegeven |

#### Balletten
| Voltooid in | Titel | Akten | Première | Libretto | Choreografie |
| ----------- | --- | ----- | -------- | -------- | ------------ |
| 1951        | Les otaries ("The seals") - 1. Introduction 2. Scène 3. Danse générale et valse 4. Scène 5. Pas de trois 6. Scène 7. Marche 8. Pas d'action 9. Scène finale |       |          |          |              |
| 1953        | De canapé |       |          |          |              |
|             | Das Goldfischglas |       |          |          |              |

#### Toneelmuziek
- 1947 De prins die de hik had, muzikaal sprookje op tekst van Alexander Pola
- 1953 De storm, muziek voor het toneelstuk van William Shakespeare
- 1983 Hamlet, muziek voor synthesizers voor het toneelstuk van William Shakespeare
- 1984 Romeo en Julia, muziek voor koor (met countertenor) voor het toneelstuk van William Shakespeare
- 1996 Drie rondelen, zangtrio's voor twee sopranen en een alt, tekst Willem Wilmink (naar Charles d'Orleans)

### Werken voor koren
- 1984 Madrigal concerto, voor gemengd koor

### Vocale muziek
- 1982 Who did kill Cock Robin?, voor bariton, hobo en gitaar
- 1992 Romeinse sonnetten, voor sopraan solo en tien blazers - tekst: Felix Rutten
- 1995 Una candida cerva, voor sopraan en piano - tekst: Francesco Petrarca, "Sonnet 190"
- Madrigal Concerto, voor zangstem en piano

### Kamermuziek
- 1968 Les Bransles Erotiques. voor drie hobo's, althobo, klarinet, altviool, twee bongo, twee tom-tom
- 1969 Concertino Italiano, voor accordeon ensemble
- 1982 Four rhythmic studies, voor twee violen, cello en klavecimbel
- 1985 Cumulus humulus fumulus, voor strijkkwartet
- 1985 Sextet, voor dwarsfluit, hobo, strijktrio en piano
- 1985 Klarinetkwartet
- 1989 Sonate, voor fagot en piano
- 1989 Divertimento, voor twee hobo's (oboe d'amore) en althobo
- 1992 Quattro movimenti, voor viool en piano
- 1992 Fluitkwartet (voor fluit, viool, altviool en cello, opgedragen aan het Kromme Rijn Fluitkwartet)
- 1993 Six moods, voor saxofoon-ensemble
- 1994 Il discorso della corona, voor koperkwintet
- 1994 Dopo il Discorso, voor koperkwintet
- 1996 Jeux des vents, voor blaaskwintet
- Fanfare Festiva, voor twee trompetten
- Introduzione e Allegro, voor koperkwartet
- Serenade voor koperblazers (twee trompetten, twee hoorns en twee trombones)
- Trio Nr. 4, voor dwarsfluit, hobo en fagot

### Werken voor orgel
- 1944 Variaties en Fuga op een thema van Chopin
- 1961 Communion
- 1987 Musica per organo
- 1990 Aspetti di H.F.A.
- (?) Fantasie pour Orgue
- (?) Fuga a quattre voces
- (?) Meditation

### Werken voor piano
- 1961 Quattro Pezzi voor piano linkerhand
- 1982 Trois pièces de Noël
- 1984 Rising the scale, invention
- Drie dansen
- Les Cloches Des Clochards

### Werken voor klavecimbel
- 1989 Musica per clavicembalo

### Werken voor beiaard
- 1976 Les cloches des clochards suite voor beiaard
- 1980 Thema en variaties voor beiaard, twee trompetten en drie trombones
- 1992 Optocht voor beiaard (tune voor de Haarlemse stripdagen 1992)

### Werken voor harp
- 1961 Aubade, voor harp solo (t.g.v. de 70e verjaardag van Rosa Spier)
- 1991 Sonate, voor twee harpen

### Werken voor gitaar
- 1989 Ballade, voor gitaar en harp